# 1048
Il 1048 (MXLVIII in numeri romani) è un anno bisestile dell'XI secolo.

## Eventi
- Fine del pontificato di Papa Benedetto IX.
- Breve pontificato di Papa Damaso II.
- Durante la sua visita all'Abbazia di Reichenau, l'imperatore Enrico III instaurò rapporti di stima con il monaco, storico ed astronomo, Ermanno il contratto.

## Nati
- 18 maggio - ʿUmar Khayyām, matematico, astronomo e poeta persiano († 1131)
- 25 maggio - Song Shenzong, imperatore cinese († 1085)
- Alessio I Comneno, imperatore bizantino († 1118)
- Simone di Crépy, religioso francese († 1082)
- Al-ʿAwtabī, storico e teologo arabo
- Henry de Beaumont, I conte di Warwick, nobile († 1119)

## Morti
- 19 maggio - Stefano II di Troyes, conte
- 1º giugno - Minamoto no Yorinobu, militare giapponese (n. 968)
- 7 giugno - Bernone di Reichenau, abate e musicologo tedesco
- 9 agosto - Papa Damaso II, papa e vescovo tedesco
- 11 novembre - Adalberto di Lorena, conte
- 13 novembre - Eberardo, patriarca cattolico tedesco
- 13 dicembre - Al-Biruni, matematico, filosofo e scienziato persiano (n. 973)
- Abu Kalijar, principe persiano (n. 1010)
- Goffredo d'Angoulême, conte
- Helgaud, monaco cristiano, storico e biografo franco (n. 972)
- Niceforo I di Gerusalemme, vescovo ortodosso bizantino
- Poppone di Stablo, abate e santo belga (n. 978)
- Tietmaro di Sassonia, nobile tedesco
- Rainulfo II Trincanotte, cavaliere medievale normanno
- Ugo IV di Nordgau, nobile tedesco (n. 970)
- Wazone di Liegi, vescovo e teologo belga

## Calendario
| Calendario 1048 | Calendario 1048 | Calendario 1048 | Calendario 1048 | Calendario 1048 | Calendario 1048 | Calendario 1048 | Calendario 1048 | Calendario 1048 | Calendario 1048 | Calendario 1048 | Calendario 1048 | Calendario 1048 | Calendario 1048 | Calendario 1048 | Calendario 1048 | Calendario 1048 | Calendario 1048 | Calendario 1048 | Calendario 1048 | Calendario 1048 | Calendario 1048 | Calendario 1048 | Calendario 1048 | Calendario 1048 | Calendario 1048 | Calendario 1048 | Calendario 1048 | Calendario 1048 | Calendario 1048 | Calendario 1048 | Calendario 1048 | Calendario 1048 |
| --------------- | --------------- | --------------- | --------------- | --------------- | --------------- | --------------- | --------------- | --------------- | --------------- | --------------- | --------------- | --------------- | --------------- | --------------- | --------------- | --------------- | --------------- | --------------- | --------------- | --------------- | --------------- | --------------- | --------------- | --------------- | --------------- | --------------- | --------------- | --------------- | --------------- | --------------- | --------------- | --------------- |
|                 | 1               | 2               | 3               | 4               | 5               | 6               | 7               | 8               | 9               | 10              | 11              | 12              | 13              | 14              | 15              | 16              | 17              | 18              | 19              | 20              | 21              | 22              | 23              | 24              | 25              | 26              | 27              | 28              | 29              | 30              | 31              |                 |
| Gennaio         | Ve              | Sa              | Do              | Lu              | Ma              | Me              | Gi              | Ve              | Sa              | Do              | Lu              | Ma              | Me              | Gi              | Ve              | Sa              | Do              | Lu              | Ma              | Me              | Gi              | Ve              | Sa              | Do              | Lu              | Ma              | Me              | Gi              | Ve              | Sa              | Do              |                 |
| Febbraio        | Lu              | Ma              | Me              | Gi              | Ve              | Sa              | Do              | Lu              | Ma              | Me              | Gi              | Ve              | Sa              | Do              | Lu              | Ma              | Me              | Gi              | Ve              | Sa              | Do              | Lu              | Ma              | Me              | Gi              | Ve              | Sa              | Do              | Lu              |                 |                 |                 |
| Marzo           | Ma              | Me              | Gi              | Ve              | Sa              | Do              | Lu              | Ma              | Me              | Gi              | Ve              | Sa              | Do              | Lu              | Ma              | Me              | Gi              | Ve              | Sa              | Do              | Lu              | Ma              | Me              | Gi              | Ve              | Sa              | Do              | Lu              | Ma              | Me              | Gi              |                 |
| Aprile          | Ve              | Sa              | Do              | Lu              | Ma              | Me              | Gi              | Ve              | Sa              | Do              | Lu              | Ma              | Me              | Gi              | Ve              | Sa              | Do              | Lu              | Ma              | Me              | Gi              | Ve              | Sa              | Do              | Lu              | Ma              | Me              | Gi              | Ve              | Sa              |                 |                 |
| Maggio          | Do              | Lu              | Ma              | Me              | Gi              | Ve              | Sa              | Do              | Lu              | Ma              | Me              | Gi              | Ve              | Sa              | Do              | Lu              | Ma              | Me              | Gi              | Ve              | Sa              | Do              | Lu              | Ma              | Me              | Gi              | Ve              | Sa              | Do              | Lu              | Ma              |                 |
| Giugno          | Me              | Gi              | Ve              | Sa              | Do              | Lu              | Ma              | Me              | Gi              | Ve              | Sa              | Do              | Lu              | Ma              | Me              | Gi              | Ve              | Sa              | Do              | Lu              | Ma              | Me              | Gi              | Ve              | Sa              | Do              | Lu              | Ma              | Me              | Gi              |                 |                 |
| Luglio          | Ve              | Sa              | Do              | Lu              | Ma              | Me              | Gi              | Ve              | Sa              | Do              | Lu              | Ma              | Me              | Gi              | Ve              | Sa              | Do              | Lu              | Ma              | Me              | Gi              | Ve              | Sa              | Do              | Lu              | Ma              | Me              | Gi              | Ve              | Sa              | Do              |                 |
| Agosto          | Lu              | Ma              | Me              | Gi              | Ve              | Sa              | Do              | Lu              | Ma              | Me              | Gi              | Ve              | Sa              | Do              | Lu              | Ma              | Me              | Gi              | Ve              | Sa              | Do              | Lu              | Ma              | Me              | Gi              | Ve              | Sa              | Do              | Lu              | Ma              | Me              |                 |
| Settembre       | Gi              | Ve              | Sa              | Do              | Lu              | Ma              | Me              | Gi              | Ve              | Sa              | Do              | Lu              | Ma              | Me              | Gi              | Ve              | Sa              | Do              | Lu              | Ma              | Me              | Gi              | Ve              | Sa              | Do              | Lu              | Ma              | Me              | Gi              | Ve              |                 |                 |
| Ottobre         | Sa              | Do              | Lu              | Ma              | Me              | Gi              | Ve              | Sa              | Do              | Lu              | Ma              | Me              | Gi              | Ve              | Sa              | Do              | Lu              | Ma              | Me              | Gi              | Ve              | Sa              | Do              | Lu              | Ma              | Me              | Gi              | Ve              | Sa              | Do              | Lu              |                 |
| Novembre        | Ma              | Me              | Gi              | Ve              | Sa              | Do              | Lu              | Ma              | Me              | Gi              | Ve              | Sa              | Do              | Lu              | Ma              | Me              | Gi              | Ve              | Sa              | Do              | Lu              | Ma              | Me              | Gi              | Ve              | Sa              | Do              | Lu              | Ma              | Me              |                 |                 |
| Dicembre        | Gi              | Ve              | Sa              | Do              | Lu              | Ma              | Me              | Gi              | Ve              | Sa              | Do              | Lu              | Ma              | Me              | Gi              | Ve              | Sa              | Do              | Lu              | Ma              | Me              | Gi              | Ve              | Sa              | Do              | Lu              | Ma              | Me              | Gi              | Ve              | Sa              |                 |